# ماتوش مارسين
ماتوش مارسين هو لاعب كرة قدم سلوفاكي في مركز الهجوم، ولد في 6 أبريل 1994 في بريشوف في سلوفاكيا. شارك مع منتخب سلوفاكيا تحت 17 سنة لكرة القدم ومنتخب سلوفاكيا تحت 18 سنة لكرة القدم ومنتخب سلوفاكيا تحت 19 سنة لكرة القدم ومنتخب سلوفاكيا تحت 21 سنة لكرة القدم. أما مع النوادي، فقد لعب مع FC Vysočina Jihlava ‏.

## وصلات خارجية
- ماتوش مارسين على موقع قاعدة بيانات كرة القدم.إي يو (الإنجليزية)
- ماتوش مارسين على موقع Soccerway.com (الإنجليزية)